# سنت لوکاس (آیووا)
سنت لوکاس (به انگلیسی: St. Lucas) شهری در ایالت آیووا کشور ایالات متحده آمریکا است که جمعیت آن در سرشماری سال ۲۰۱۰ میلادی، ۱۴۳ نفر بوده‌است.